# カールスルーエ (フリゲート・初代)
カールスルーエ（ドイツ語: Karlsruhe, F 223）とは、西ドイツ海軍のフリゲートであり、ケルン級フリゲートの4番艦である。
艦名はバーデン＝ヴュルテンベルク州第3の都市であるカールスルーエ市に由来し、この名を関するドイツ海軍艦艇としては4代目に相当する。

## 艦歴
「カールスルーエ」は、H.C.ストラッケン&ゾーン ハンブルク造船所において1958年12月15日に起工した。1959年10月24日の進水式には当時のカールスルーエ市長ギュンター・クロッツ（Günther Klotz）と彼の妻ハンナ・クロッツ（Hanna Klotz）が出席し、「カールスルーエ」と命名された。
艤装が完了した「カールスルーエ」は1962年6月から試験航海を開始し、11月に試験航海を無事完了した。そして翌月の1962年12月15日に正式に西ドイツ海軍に就役し、クックスハーフェン（Cuxhaven）を母港とする第2護衛艦戦隊（2. Geleitgeschwader）に配備された。なお、第2護衛艦戦隊の母港は後の1968年にヴィルヘルムスハーフェンに移転している。
1979年にはケルン級の後継たる新型のブレーメン級フリゲートの建造が開始されたため、「カールスルーエ」は1983年3月28日に西ドイツ海軍から退役した。その後「カールスルーエ」はトルコ海軍に供与されて「D361 ゲリボル」として再就役したが、1994年6月27日にトルコ海軍から退役した。